# Байга (народ)
Ба́йга («чаклун, знахар, жрець» на мові мундарі) — народ, що населяє територію індійського штату Мадхья-Прадеш. Загальна чисельність — понад 300 тисяч чоловік. Розмовляють на мові байгані дравідійської сім'ї. Основні традиційні заняття — ручне подсічно-вогневе землеробство (просо, овочі), мисливство за допомогою лука і стріл, риболовство, збиральництво. Для традиційної соціальної організації характерні патрилінійні родові групи. Великий розвиток отримали етногенетичні міфи, міфи про першопредка (Нанга Байга). Багато байга виконують жрецькі функції у сусідніх народів. Зберігають традиційні вірування.